# Zarinsk
Zarinsk (en russe : Заринск) est une ville du kraï de l'Altaï, en Russie. Sa population s'élevait à 47 586 habitants en 2014.

## Géographie
Zarinsk est arrosée par la rivière Tchoumych et se trouve à 89 km au nord-est de Barnaoul, à 142 km à l'ouest de Novokouznetsk et à 2 993 km à l'est de Moscou.

## Histoire
La première mention d'un établissement de la ville actuelle remonte à 1748. La gare de chemin de fer de Zarinskaïa (Заринская) a été créée en 1952. Zarinsk reçut le statut de commune urbaine en 1958 et celui de ville en 1979.

## Population
Recensements (*) ou estimations de la population
| 1959* | 1970* | 1979*  | 1989*  |
| ----- | ----- | ------ | ------ |
| 9 635 | 8 269 | 18 327 | 50 235 |

| 2002*  | 2010*  | 2013   | 2014   |
| ------ | ------ | ------ | ------ |
| 50 368 | 48 461 | 47 771 | 47 586 |

## Économie
La principale entreprise de Zarinsk est l'usine OAO Altaïkoks (ОАО Алтайкокс), une cokerie qui produit du coke, des engrais minéraux, du goudron de houille, du benzène et emploie 5 400 personnes.
|  |